# Ardabilmattan

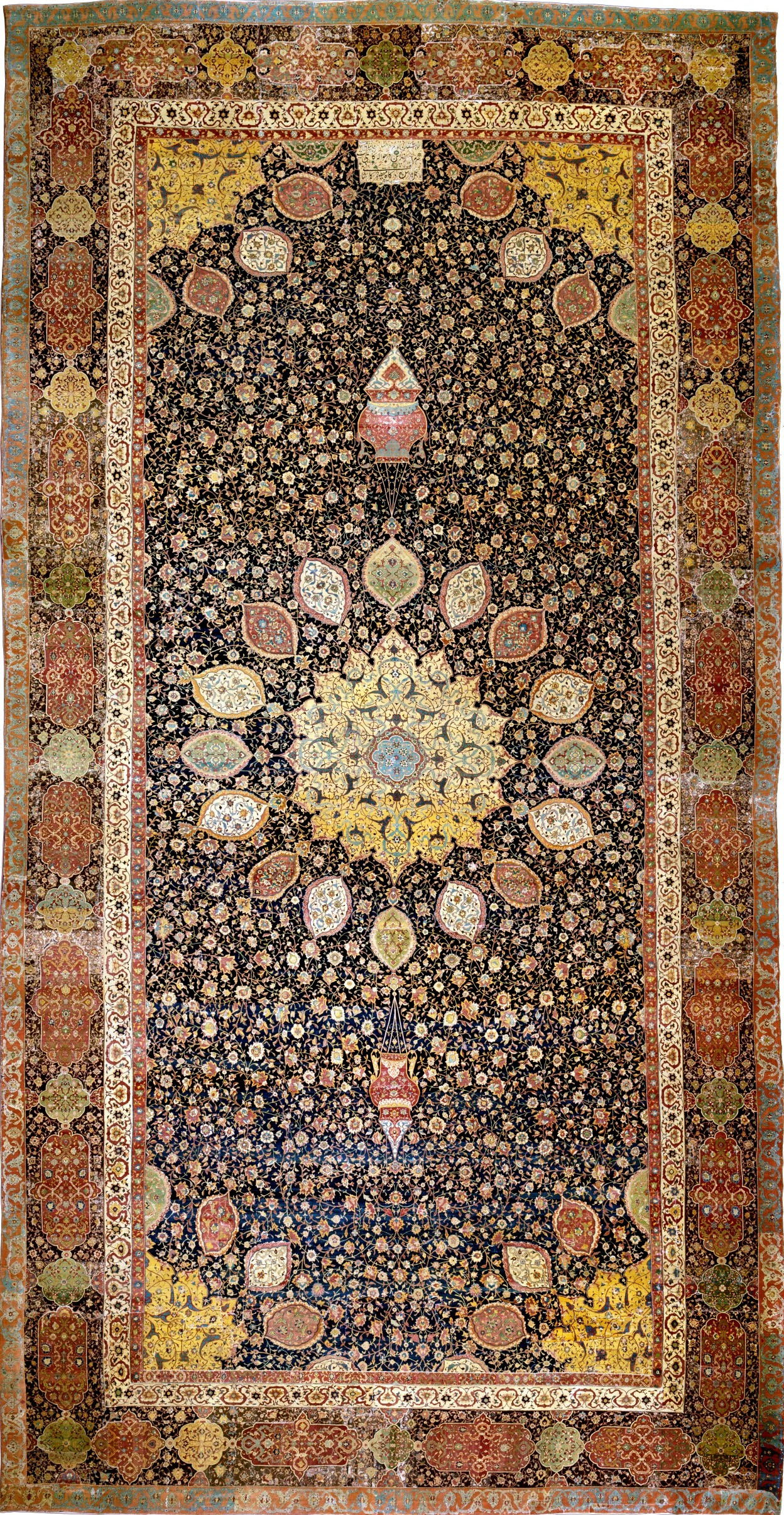
Ardabilmattan.

Ardabilmattan eller Ardebilmattan är världens mest berömda persiska matta. Mattan beställdes av Shah Tahmasp till Safimoskén i Ardabil. Maksoud från Keshan utförde arbetet 1539–1540. Från början fanns det två mattor, men man offrade den sämsta för reparation av den andra. Mattan finns idag på Victoria and Albert Museum i London och är den enda mattan från 1500-talet som är signerad och daterad. Resterna av den sämre mattan finns på Los Angeles County Museum i USA.